# Mauro Conciatori

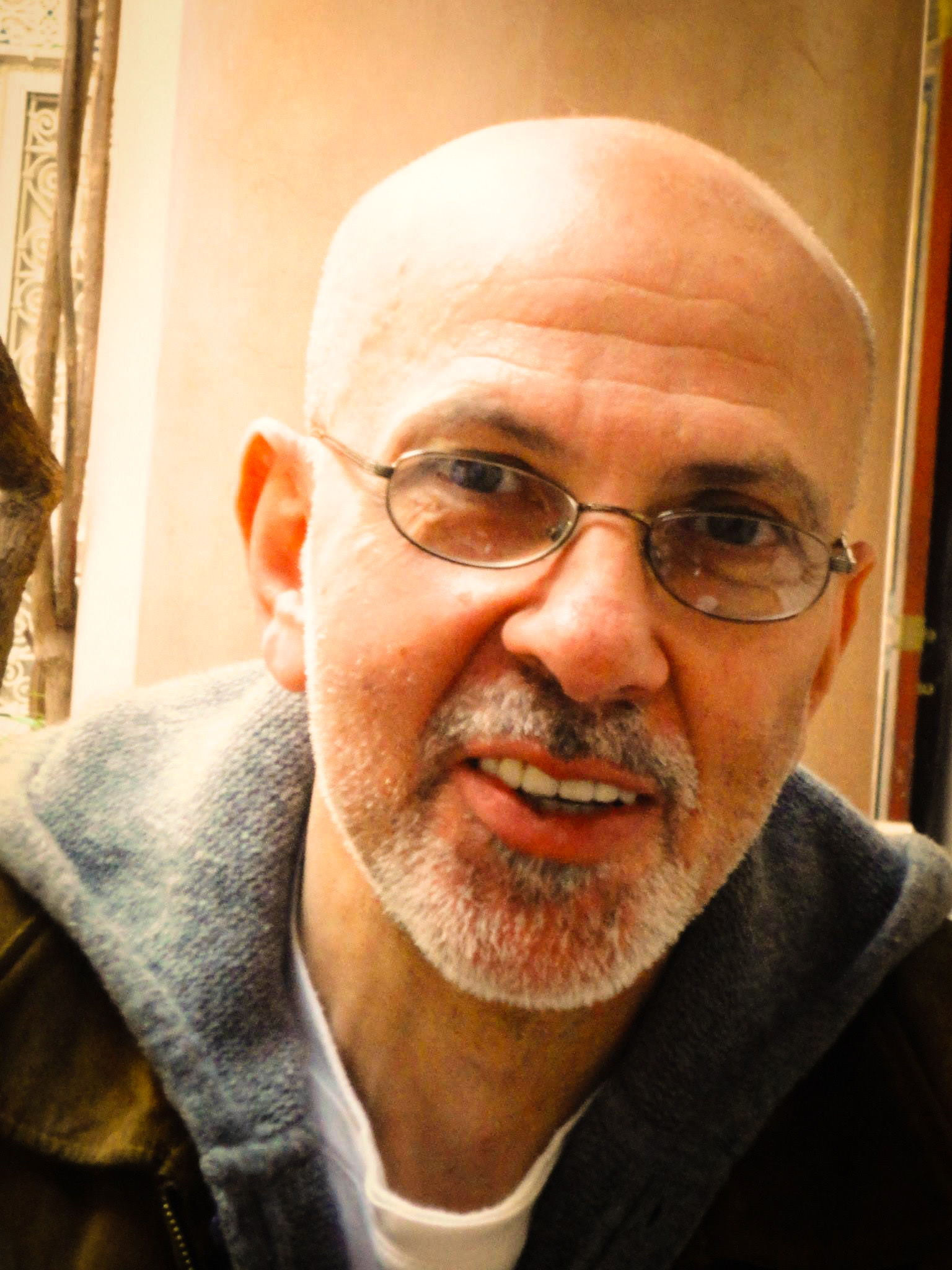

Mauro Conciatori (Roma, 18 giugno 1957) è un regista cinematografico italiano.

## Biografia
È stato direttore della rivista on-line di cinema ZabriskiePoint, attiva dal 1999 al 2013. Oltre ad aver diretto vari cortometraggi (Francesca, 1995, con Stefania Rocca e Luca Lionello; La stanza 2000, con Valentina Sciani), si occupa di promozione del cinema. È stato direttore artistico de L'AltroCinema FilmFestival di San Salvo e organizzatore di Primo Piano sull'Autore, rassegna del Cinema Italiano di Assisi.
Come documentarista realizza Sinfonia di una città, Architetti italiani del 900, L'oro di Dino - Dino De Laurentiis, Giuseppe Rotunno - L'architettura delle luci e La città garbata, prodotto dall'Istituto Luce, sul quartiere romano della Garbatella, una visione totale (dal sociale all’architettura) di un quartiere romano una volta popolare ed oggi ambito ai più. Oggi una piccola isola felice nel cuore della città.
È stato aiuto regista di Michelangelo Antonioni su due progetti mai completati e ha lavorato come assistant director negli Stati Uniti d'America negli anni ottanta.
Nel 2019 realizza il film documentario L’intelligenza del cuore - Ilaria Occhini, dedicato all'attrice italiana Ilaria Occhini.
Sempre nello stesso anno finisce il montaggio di Amore a prima vista - Elena Cotta, dedicato a Elena Cotta.
I due film documentari fanno parte di un progetto teso a omaggiare le grandi interpreti del cinema, televisione e teatro italiano.
Durante la pandemia realizza Libertà, mediometraggio di 30’, sulla libertà negata dal Covid. Nello stesso, 2021, realizza come autore e regista la serie animata per la piattaforma Tim Vision: Le visioni di Tim, 30 episodi di 45” ognuno, con le animazioni di Matteo Manzini.
Nel 2022 finisce il montaggio di Over the Rainbow, un docufilm, sulle storie di un gruppo di ragazzi con la sindrome di Down, durante la pandemia. A settembre vince il premio miglior regia all’Ifest Film International di Castrovillari. Sempre nello stesso anno realizza il cortometraggio H2No tratto dalla sceneggiatura di Virginia Cerrone, menzione speciale al Premio Roberto Rossellini, con Maria Libera Ranaudo.

## Filmografia

### Regista
Serie tv
Le visioni di Tim (2021)

#### Documentari
- Pietro Aschieri (1985)
- Armando Brasini (1986)
- Architetti italiani del '900 (1987)
- Sinfonia di una città (1991)
- L'Oro di Dino - Dino De Laurentiis (1999)
- Sulle ali del cinema (2000)
- L'esplosione (2002)
- Giuseppe Rotunno - L'architettura delle luci (2003)
- La tonnara (2004)
- Fuga nella nebbia (2005)
- La città garbata (2007)
- Web&love (2011)
- L'intelligenza del cuore - Ilaria Occhini (2019)
- Amore a prima vista - Elena Cotta (2019)
- Libertà (2021)
- Over the Rainbow (2022)
- Roberto Herlitzka in Dante (2023)
- Il colore della vita - Emilio Conciatori (2024)
- About Carlo & Friends (2024)
- Supereroi  (2025)

#### Cortometraggi
- Border Line (1986)
- Due donne (1989)
- L'incontro (1989)
- Gli occhi (1992)
- Una lieve brezza (1992)
- Francesca (1996)
- La stanza (2000)
- I miss you (2005)
- H2No (2022)

Montatore

## Narrativa
- L'amore scava il cielo, 2015, e-pub, Compagnia Editoriale Aliberti, ISBN 978-88-932301-3-1